# Boris Hanžeković
Boris Hanžeković (Požega, 10. studenoga 1916. – Jasenovac, 22. travnja 1945.), bio je hrvatski atletičar. Bio je član atletskog kluba HŠK Concordia Zagreb. U Zagrebu je završio Pravni fakultet. Brat je Marijana Hanžekovića.

## Profesionalna karijera
Bio je višestruki juniorski prvak Jugoslavije u preponskome trčanju na 100 i 200 m, na 110 m prepone i u trčanju štafeta 4x100 m i 4x400 m. Bio je član je atletske reprezentacije Jugoslavije za koju je nastupio 10 puta i rekorder na 110 m prepone, član državne štafete 4x400 m te balkanski prvak na 110 m prepone (1938.).

## Razdoblje Drugoga svjetskog rata
Poslije okupacije Jugoslavije u travnju 1941. godine napušta športsku aktivnost i sudjeluje u NOB-u. Ustaše ga u lipnju 1944. zatvaraju u Koncentracijski logor Jasenovac. Poginuo je prilikom pokušaja proboja logoraša iz Jasenovca, dne 22. travnja 1945. godine.

## Hanžekovićev memorijal
U spomen na uglednoga športaša Hanžekovića u Zagrebu se od 1951. godine redovito održava međunarodno atletsko natjecanje „Hanžekovićev memerijal“. Do 1957. to je bio dvoboj atletskih klubova Mladosti i Dinama iz Zagreba, a otada značajna međunarodna atletska manifestacija u Zagrebu. Natjecanje se nalazi u godišnjem kalendaru EAA (Europskog atletskog udruženja). Memorijalna trka u Hanžekovićevoj najjačoj disciplini 110 m, svake godine privlači posebnu pozornost.

## Vanjske poveznice
- Međumrežne stranice Hanžekovićev memorijal